# Rajendra Pachauri
Rajendra Pachauri (20 de agosto de 1940 – 13 de fevereiro de 2020) foi um cientista indiano que ocupou o cargo de presidente do Painel Intergovernamental de Mudanças Climáticas, o IPCC, na sigla em inglês.
Morreu no dia 13 de fevereiro de 2020, aos 79 anos.